# Joseph (ópera)
Joseph ("José") - a veces llamada Joseph en Égypte ("José en Egipto") o Joseph et ses frères ("José y sus hermanos") - es una ópera bíblica («drame en prose mêlé de chants») en tres actos, con música de Étienne Nicolas Méhul y libreto en francés de Alexandre-Vincent Pineux-Duval, adaptado de la tragedia bíblica de Baour-Lormian, Omasis ou Joseph en Égypte (1806), que a su vez se inspiraba en un episodio del Génesis (cap. 37 a 47). Se estrenó el 17 de febrero de 1807 en el théâtre Feydeau (París).

## Personajes
| Personaje                                                                                  | Tesitura                        | Reparto del estreno, 17 de febrero de 1807 |
| ------------------------------------------------------------------------------------------ | ------------------------------- | ------------------------------------------ |
| Jacob, pastor de Hebron                                                                    | bajo                            | Jean-Pierre Solié                          |
| Joseph, hijo de Jacob, convertido en primer ministro del Faraón bajo el nombre de Cléophas | haute-contre                    | Jean Elleviou                              |
| Benjamin, hijo de Jacob                                                                    | mezzosoprano (papel travestido) | Alexandrine Gavaudan-Ducamel               |
| Siméon, hijo de Jacob                                                                      | barítono                        | Jean-Baptiste-Sauveur Gavaudan             |
| Nephtali, hijo de Jacob                                                                    | tenor                           | Paul                                       |
| Ruben, hijo de Jacob                                                                       | tenor                           | Pierre Gaveaux                             |
| Utobal, confidente de Joseph                                                               | bajo                            | Darancourt                                 |
| Una muchacha joven                                                                         | soprano                         | Aglaë Gavaudan                             |
| Un oficial                                                                                 |                                 | Allaire                                    |
| Lévi, Juda, Dan, Gad, Aser, Issachar y Zabulon, hijos de Jacob                             | tenores y barítonos             | tenores y barítonos                        |

## Argumento
La acción transcurre en Menfis hacia el siglo XVII a. C. o el siglo XVIII a. C.